# Хейвард (город, Миннесота)
Хейвард (англ. Hayward) — город в округе Фриборн, штат Миннесота, США. На площади 1,6 км² (1,6 км² — суша, водоёмов нет), согласно переписи 2002 года, проживают 249 человек. Плотность населения составляет 154,6 чел./км².
- Телефонный код города — 507
- Почтовый индекс — 56043
- FIPS-код города — 27-27944[1]
- GNIS-идентификатор — 0644798[2]